# Ritual Industrial
Ritual Industrial, auch als Ritual Ambient, Dark Ritual oder Ritual bekannt, ist ein Musiksubgenre, das dem Post-Industrial zugerechnet wird.

## Geschichte
Das Genre entstand Mitte der 1980er Jahre in England in der auch als zweite Industrial-Generation begriffenen Post-Industrial-Phase. Im Umfeld einstmaliger Interpreten des Industrial, insbesondere um das Throbbing-Gristle-Folgeprojekt Psychic TV und der um die Band pseudo-sektenartig aufgebauten Personengruppe entstanden neue Gruppen wie Coil, 23 Skidoo und Current 93 die Ideen der mit Psychic TV verbundene Okkultur auf einer Klangebene experimentierten.
Coil veröffentlichte so 1984 die EP How to Destroy Angels und bewarb diese weniger pseudo-kultisch und chaotisch, mehr britisch okkult sexualmagisch verwurzelte Musik als „Ritual Music for the accumulation of male sexual energy. (Rituelle Musik, um männliche sexuelle Energie zu sammeln.)“ Den Hang zum britischen Okkultismus wies auch Current 93 auf, das Frühwerk der Band schloss thematisch an Aleister Crowley und Kenneth Grant zu rituell perkussiver Musik. Zeitnah gestaltete auch Graeme Revell mit seiner zuvor als Industrial-Projekt bekannten Band SPK ein Werk mit analogen musikalischen Ideen. Insbesondere auf der Ebene der Rhythmen waren es diese Musiker der zweiten Industrial-Generation, die sich mit archaischen Strukturen auseinandersetzten und von Gamelan und traditioneller afrikanischer und tibetischer Musik beeinflussen ließen. Einige dieser Interpreten betrachteten ihre Musik selbst als Ritualmusik.

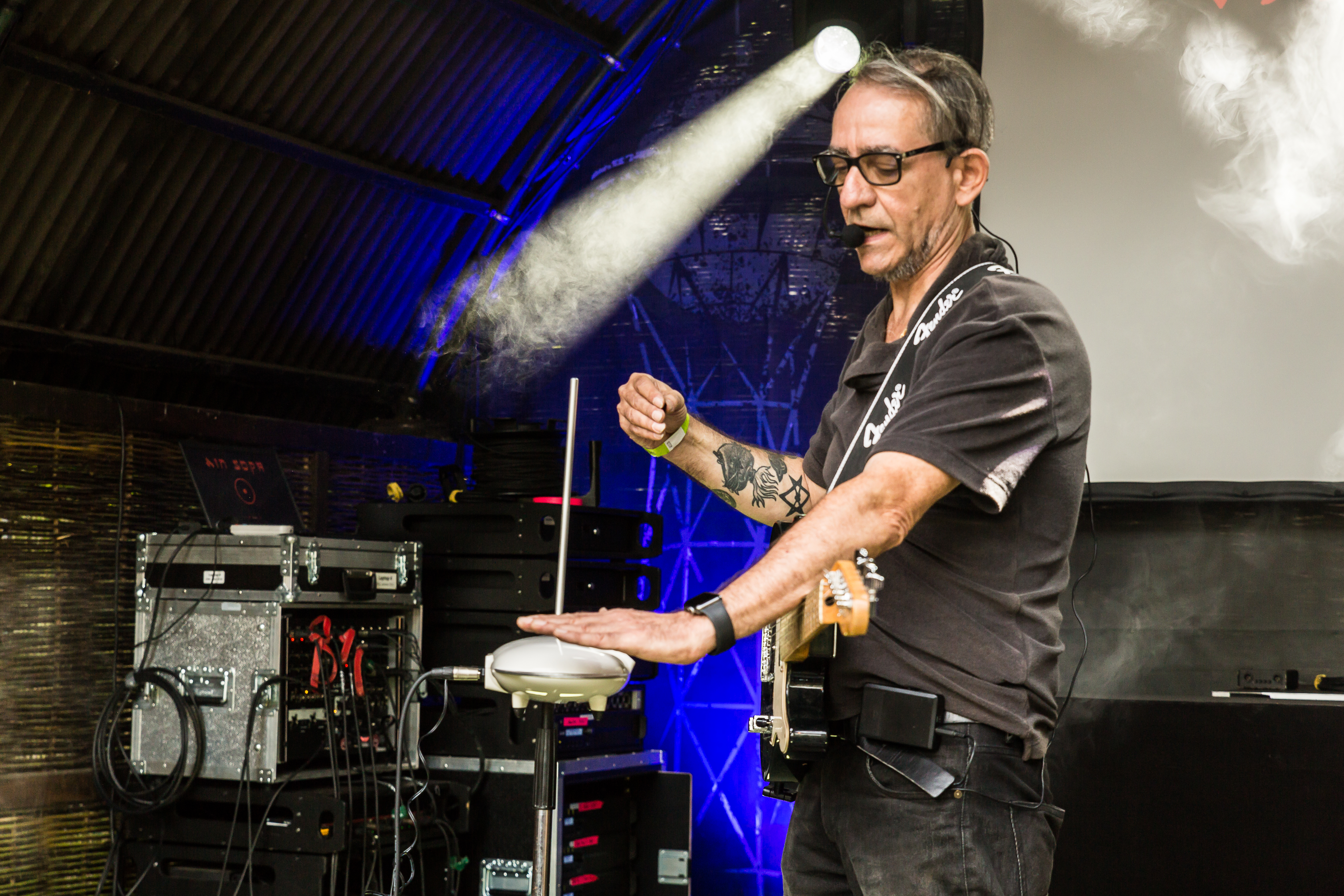
Das italienische Ritual-Industrial-Projekt Ain Soph während der Nocturnal Culture Night im Jahr 2023

Mit Interpreten wie Ain Soph, Sigillum S und Equimanthorn, die sich überwiegend dem Stil widmeten etablierte sich Ritual Industrial als eigenständiges Genre im Post-Industrial. Reine Ritual-Musikprojekte blieben dabei dennoch selten. Die meisten Interpreten die Stücke des Ritual Industrial spielten blieben auch in angrenzenden Stilen des Post-Industrial und Dark Wave, wie Neofolk, Dark Ambient und Death Industrial aktiv. 
Ausgehend von Sixth Comm beeinflusste der Ritual Industrial das Genre Pagan-Folk. Weitere Interpreten wie Delerium griffen fragmentarisch Aspekte des Ritual Industrial beziehungsweise der Weltmusik auf und überführten diese in den Bereich elektronischer Popmusik. Aus dem Metal griffen besonders Interpreten wie Sektarism, Abysskvlt oder Goatpsalm die sich thematisch am Schamanismus, Satanismus und Okkultismus orientierten Ideen des Ritual Industrial auf.

## Stileinordnung
In den Ergebnissen der musikalischen Experimente der ursprünglichen Interpreten des Ritual Industrial stand meist die Adaptation, Imitation oder Reproduktion ritueller und traditioneller Musik nicht-westlicher Kulturkreise im Kontext jener westlichen Künstler, die sich dem Industrial-Umfeld zuordnen ließen und mit der Grundidee der britischen Post-Industrial-Phase agierten, sich dem Selbst zu widmen. Eine rein musikalische Abgrenzung zu Stücken von Weltmusik-Interpreten mit ähnlichen musikalischen Ansätzen ist nicht konsequent für alle Stücke des Ritual Industrial zu vollziehen.
Stilistische Überschneidungen und personelle Verbindungen werden hinzukommend zu Death Industrial, Neofolk und Power Electronics benannt. Orientiert an archaischer, ritueller und traditioneller Musik bleibt Ritual Industrial perkussiv dominiert. Zum Einsatz kommen dabei ebenso traditionelle und archaische Instrumente bis hin zu prähistorischen Musikinstrumente, wie auch moderne Perkussionsinstrumente und häufiger noch Gegenstände, insbesondere aus Metall und Holz die zum Erzeugen von Rhythmen genutzt werden. Hinzu kommen häufig synthetische Klanglandschaften die jenen des Dark Ambient ähneln. Menschliche Stimmen werden als repetitive Mantra-Artige Gesänge, gutturaler Kehlkopfgesang und zur Lautmalerei genutzt.

## Kultur
Der Ritual Industrial verfügt über keine eigenständige Szene mit eigenen kulturellen Ausprägungen. Gemeinsame kulturelle Ursprünge werden für Death Industrial, Neofolk und Martial Industrial angeführt. Das Publikum lässt sich so nicht einer konkreten Subkultur mit eigenen Treffpunkten und ästhetischen Gemeinsamkeiten zuordnen. Stattdessen wird die Musik zumeist von Anhängern des Post-Industrial, des Neofolk und des Dark Wave gehört und findet so ebenso in der Gothic-Szene, wie in der Post-Industrial- und Neofolk-Szene Anhänger.